# Psyché (tragédie-ballet)
Pour les articles homonymes, voir Psyché.

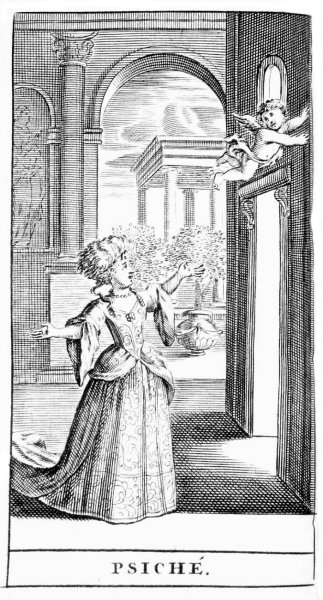
Frontispice de l'édition de 1698.

Psyché est une tragédie-ballet, d'une durée de cinq heures, écrite par Molière aidé de Pierre Corneille et Quinault, avec des entrées de ballet et des intermèdes musicaux composés par Lully et chorégraphié par Pierre Beauchamp, pour être donnée, à la demande du roi Louis XIV, dans la grande salle des machines des Tuileries durant le carnaval de l'année 1671. 
La création eut lieu le 17 janvier, et le spectacle fut redonné dans la même salle les 19 et 24 janvier, puis les 3, 5 et 9 février. Pour pouvoir reprendre un spectacle aussi fastueux dans sa salle du Palais-Royal, la troupe de Molière fit procéder à des travaux d'aménagement considérables et Psyché fut offert au public parisien du 24 juillet au 25 octobre 1671, du 15 janvier au 6 mars 1672 et du 11 novembre au 23 janvier 1673. Matthew Lockes composera à son tour Psyché sur un livret de Thomas Shadwell qui en est la traduction en anglais (1675). Lors de sa reprise à La Comédie-Française du 5 octobre 1684 au 28 décembre 1684, la musique était de Marc-Antoine Charpentier.

## Contexte
Il semble que Louis XIV ait souhaité rendre vie à la grande salle des Machines des Tuileries en profitant des décors d’Ercole amante qui dormaient dans les magasins depuis l'inauguration de la salle le 7 février 1662. Selon le récit très tardif de Lagrange-Chancel, paru un siècle plus tard, le roi aurait demandé « un sujet où pût entrer une excellente décoration qui représentait les enfers. […] Racine proposa le sujet d’Orphée, Quinault l’Enlèvement de Proserpine […] et Molière, avec l’aide du grand Corneille, tint pour le sujet de Psyché, qui eut la préférence ». Ce qui est sûr, c'est que le conte des Amours de Psyché et de Cupidon de La Fontaine, avait remis à la mode, un an plus tôt, en 1669 une fable tirée des Métamorphoses d’Apulée, déjà connue du public de la cour pour avoir été l’objet d’un ballet de cour en 1656.

## Une œuvre collective
Comme à l'ordinaire pour les grands divertissements royaux, la musique des intermèdes était due à Jean-Baptiste Lully, les ballets avaient été réglés par Pierre Beauchamp, les décors et les machines construit par Carlo Vigarani; quant aux fastueux costumes, ils avaient été dessinés par Henry de Gissey. Du fait que le roi avait pris sa décision tardivement et que cette année-là le carnaval était très court (le carême commençait dès le 11 février, Pâques tombant le 29 mars), les délais étaient extrêmement serrés. D'autant plus serrés que, du fait de la brièveté du carnaval, il avait été prévu de commencer dès le jour de l'Épiphanie : « On prépare un grand spectacle, qui sera donné à l’Épiphanie sur le théâtre des Tuileries » écrivait Vigarani le 12 décembre 1670. La correspondance des Vigarani laisse entendre que tous les artistes ne disposaient que de six ou sept semaines et qu'ils ne tardèrent pas à être débordés et épuisés. C'est pourquoi le spectacle ne fut pas prêt pour l’Épiphanie (le 6 janvier) et ne put être créé que le 17 janvier.
De telles conditions d'urgence expliquent que Molière, qui trois jours par semaine (une semaine sur deux) jouait sur son théâtre Le Bourgeois gentilhomme, ait été contraint de faire appel à des collaborateurs pour tenir lui aussi les délais. Il commença par confier à Philippe Quinault le soin de composer les paroles des airs composés par Lully pour les intermèdes — alors qu'il s'en était lui-même chargé dans les grands spectacles des années précédentes, aussi bien dans Le Grand Divertissement royal de Versailles en 1668, dans lequel George Dandin était entremêlé avec une pastorale en musique dont les paroles étaient de Molière, que dans le Divertissement royal de 1670 qui enchâssait Les Amants magnifiques. Pour la partie déclamée de la pièce, il n'eut le temps de mettre en vers que le prologue et le premier acte, ainsi que la première scène du deuxième et la première scène du troisième; tout le reste était en prose et il lui fallait l'aide d'un versificateur doué et rapide. Il fit appel à Pierre Corneille, dont depuis novembre sa troupe jouait la Bérénice (Tite et Bérénice) une semaine sur deux, en alternance avec Le Bourgeois gentilhomme.
Dans la mesure où le public savait que la pièce résultait d'une collaboration tout à fait inédite (en 1664, dans des conditions voisines, Molière n'avait pu achever la versification de trois-cinquièmes de La Princesse d'Élide mais Louis XIV avait alors accepté de voir un spectacle mi-vers mi-prose), Molière fit mettre un avertissement en tête de l'édition de la pièce qui parut en octobre de la même année 1671, afin de faire connaître exactement la répartition des rôles de chacun. Précision d'autant plus importante que Molière et Corneille ont rivalisé de grâce dans ces vers, au point qu'il serait impossible de reconnaître la part due à chacun si l'on n'en était informé.

« LE LIBRAIRE AU LECTEUR. Cet Ouvrage n'est pas tout d'une main. M. Quinault a fait les Paroles qui s'y chantent en Musique, à la réserve de la Plainte Italienne. M. de Molière a dressé le Plan de la Pièce, et réglé la disposition, où il s'est plus attaché aux beautés et à la pompe du Spectacle qu'à l'exacte régularité. Quant à la Versification il n'a pas eu le loisir de la faire entière. Le Carnaval approchait, et les Ordres pressants du Roi, qui se voulait donner ce magnifique Divertissement plusieurs fois avant le Carême l'ont mis dans la nécessité de souffrir un peu de secours. Ainsi il n'y a que le Prologue, le Premier Acte, la première Scène du Second et la première du Troisième, dont les Vers soient de lui. M. Corneille a employé une quinzaine au reste ; et par ce moyen Sa Majesté s'est trouvée servie dans le temps qu'elle l'avait ordonné. »

La collaboration de Corneille s'est donc limitée à mettre en vers la prose de Molière sur une étendue d'un peu plus de trois actes, soit onze cents vers. C'est ce qui explique que la pièce a paru sous le seul nom de Molière et que Corneille n'a jamais songé à faire figurer dans ses œuvres tout ou partie de Psyché: ce n'est qu'à partir des grandes éditions du XIXe siècle, qui ont cherché à rassembler tous les vers écrits par Corneille, que la pièce a commencé à être incluse dans ses Œuvres complètes.

## Distribution
« Mlle Molière est l'adorable interprète de Psyché. La petite Esprit-Madeleine débute, à cinq ans, en jupe rose et corsage de taffetas vert. Baron, dans la radieuse beauté de ses dix-huit ans, joue le rôle de l'Amour. »
« Les effectifs musicaux, gigantesques, comprenaient treize chanteurs solistes, un grand chœur, soixante-six danseurs et pas moins de cent-vingt instrumentistes. »

## Réception
« Le charme de la fable mythologique, la surprenante ingéniosité des décors et des machines, la richesse des costumes, l'enchantement de la musique, la perfection d'un orchestre de trois cents musiciens et d'un ballet où l'on compte soixante-dix maîtres à danser, tout cela fait de Psyché le plus extraordinaire des spectacles réalisés jusqu'alors et le grand sujet de conversation des salons de Paris et des Cours d'Europe. »
Du vivant de Molière, cette pièce fut jouée 82 fois, pour une recette totale de 79 128 livres

## Transformation en opéra
Cette tragédie-ballet fut transformée en opéra (« tragédie en musique ») en 1678 à la demande de Jean-Baptiste Lully : Thomas Corneille et son neveu Bernard Le Bouyer de Fontenelle transformèrent en récitatifs et en chœurs le texte de Molière et les vers de Corneille destinés à être déclamés. 

## Bibliophilie
- Molière, Psyché trente-six gravures sur cuivre, onze vignettes en-têtes et cinq culs-de-lampe par Marcel Roche, cent vingt exemplaires numérotés, Les Bibliophiles franco-suisses, 1950.

## Sources
- Psyché, avertissement du libraire au lecteur, édition des Œuvres complètes, Bibliothèque de la Pléiade, Paris, Gallimard, 2010, vol. II, p. 423.
- Sylvie Chevalley, Molière en son temps, Paris-Genève, Éditions Minkoff, 1973, 421 p.
- Georges Forestier et Claude Bourqui, Molière : Œuvres complètes, t. 2, Paris, Gallimard, coll. « Bibliothèque de la Pléiade » (no 9), 2010, 1792 p. (ISBN 978-2-07-011742-0, présentation en ligne)
- Catherine Cessac, Marc-Antoine Charpentier, édition Fayard 2004 P. 72